# Steve Khan
Steve Khan, född 28 april 1947 i Los Angeles, Kalifornien, är en amerikansk jazzgitarrist, kanske mest känd för sitt arbete med artister som Steely Dan, Billy Joel, Hubert Laws, Billy Cobham, James Brown, Maynard Ferguson och Weather Report. 
1977 turnerade han med CBS Jazz All Stars i Japan, och ledde ett band som kallade sig Eyewitness som spelade med musiker som Steve Jordan, Anthony Jackson och Manolo Badrena.